# Det Tapte Liv
Det Tapte Liv er en ep af det norske unblack metal-band Antestor, udgivet i 2004. På ep'en medvirker Hellhammer fra black metal-bandet Mayhem.
Omslaget til albummet er tegnet af Kristian Wåhlin, og forestiller Borgund stavkirke.

## Trackliste
1. "Rites of Death" – 3:46
2. "Grief" – 03:32
3. "Last Season" – 03:45
4. "Med Hevede Sverd" – 04:50
5. "Det Tapte Liv" – 02:46